# Aeroportul Mangaluru
Aeroportul Mangaluru (IATA: IXE, ICAO: VOML) este un aeroport din Karnataka, India ce deservește zona Mangalore. Aeroportul a fost tranzitat în decembrie 2022 de 162.624 de pasageri. A fost deschis în 1951 și numit după zona deservită.
Situat la o altitudine de 103 m, aeroportul dispune de 2 piste. Este operat de Airports Authority of India⁠(d).

## Infrastructură

### Piste
Aeroportul dispune de 2 piste. Pista 06/24 are suprafața de Ciment și dimensiunile 2.450 m × 46 m. Pista 09/27 are suprafața de tarmac[*] și dimensiunile 1.468 m × 46 m. 